# Dobsonia moluccensis
Il pipistrello della frutta dal dorso nudo delle Molucche (Dobsonia moluccensis Quoy & Gaimard, 1830) è un pipistrello appartenente alla famiglia degli Pteropodidi, endemico delle Isole Molucche.

## Descrizione

### Dimensioni
Pipistrello di medie dimensioni, con la lunghezza della testa tra 170 e 210 mm, la lunghezza dell'avambraccio tra 132,7 e 147,3 mm, la lunghezza della coda tra 26,4 e 34,4 mm, la lunghezza delle orecchie tra 30 e 31,9 mm e un peso fino a 360 g.

### Aspetto
La pelliccia è corta. La testa è nerastra, le spalle sono bruno-nerastre, mentre le parti ventrali sono grigio chiare, cosparse di peli olivastri nella parte centrale. Il muso è relativamente corto e largo, le narici sono leggermente tubulari, gli occhi sono grandi. Le orecchie sono lunghe e appuntite. Le membrane alari sono attaccate lungo la spina dorsale, in maniera tale da far apparire la schiena priva di peli. Gli artigli sono bianchi. La coda è ben sviluppata, mentre l'uropatagio è ridotto ad una sottile membrana che si estende lungo la parte interna degli arti inferiori. Gli individui delle Isole Aru potrebbero appartenere alla specie D. magna.

## Biologia

### Comportamento
Si rifugia all'interno di grotte, costruzioni umane come miniere ed edifici abbandonati e nella densa vegetazione dove forma colonie numerose, fino a qualche migliaio di esemplari.

### Alimentazione
Si nutre di frutta.

### Riproduzione
Due giovani sono stati catturati nel mese di giugno.

## Distribuzione e habitat
Questa specie è endemica delle Isole Molucche: Ambon, Buru, Seram; Isole Aru: Wokam, Wamar.
Vive nelle foreste umide tropicali, in giardini e piantagioni fino a 2700 metri di altitudine. È apparentemente assente dalle Savane.

## Tassonomia
Altre specie simpatriche dello stesso genere: D. viridis.

## Conservazione
La IUCN Red List, considerato il vasto Areale e la popolazione numerosa, classifica D. moluccensis come specie con rischio minimo (LC).